# 485 av. J.-C.
Cette page concerne l'année 485 av. J.-C. du calendrier julien proleptique.

## Événements
- Mars-avril : premier concours de comédie au dionysies urbaines à Athènes, remporté par Chionidès[1].
- 14 août : début à Rome du consulat de Servius Cornelius Maluginensis Cossus  et Quintus Fabius Vibulanus[2].

- Les aristocrates de Syracuse (gamoroi), chassés par la plèbe, demandent aide à Gélon, tyran de Géla, qui reconquiert Syracuse pour son propre compte, confiant Géla à son frère Hiéron. Il en fait sa capitale et la développe en y installant de force les citoyens de Camarine, les classes supérieures de Megara Hyblaea et d’Euboia et la majorité des citoyens de Géla[3].

## Naissances
- Protagoras (environ 485 – 420 av. J.-C.), philosophe grec présocratique